# نيكو ديبريتز
نيكو ديبريتز (بالألمانية: Nico Däbritz)‏ هو لاعب كرة قدم ألماني في مركز الوسط، ولد في 26 أغسطس 1971 في فرايتال في ألمانيا. شارك مع منتخب ألمانيا تحت 21 سنة لكرة القدم. أما مع النوادي، فقد لعب مع دينامو درسدن ولوكوموتيف لايبزيغ ونادي فولفسبورغ وهانوفر 96.

## وصلات خارجية
- نيكو ديبريتز على موقع قاعدة بيانات كرة القدم.إي يو (الإنجليزية)
- نيكو ديبريتز على موقع بيانات كرة القدم. دي إي (الألمانية)
- نيكو ديبريتز على موقع عالم كرة القدم.نت (الإنجليزية)